# Хосо
Хосо (буквально переводится как «к западу от озера») — регион, расположенный в области бывшей провинции Чхунчхондо, являющейся одной из восьми провинций Кореи во время правления династии Чосон.
В этом регионе расположены следующие города-метрополии и провинции:
- Тэджон
- Сечжон
- Чхунчхон-Намдо
- Чхунчхон-Пукто

В регионе используется Чхунчхонский диалект. Название Хосо часто используется для обозначения людей, проживающих в этом регионе.